# Equação de Lippmann-Schwinger
A equação de Lippmann–Schwinger (em homenagem a Bernard Lippmann e Julian Schwinger) é uma das equações mais utilizadas para descrever colisões de partículas – ou, mais precisamente, de espalhamento – na mecânica quântica. Pode ser usado para estudar o espalhamento das moléculas, átomos, nêutrons, fótons ou quaisquer outras partículas e é importante principalmente para o estudo de física óptica, atômica e molecular, física nuclear e física de partículas, mas também para os problemas de espalhamento em geofísica. Ela refere-se a função de onda espalhada com a interação que produz o espalhamento (potencial espalhador) e, por conseguinte, permite o cálculo dos parâmetros experimentais relevantes (amplitude de espalhamento e a sessão de choque).
A equação mais fundamental para descrever qualquer fenômeno quântico, incluindo o espalhamento, é a equação de Schrödinger. Em problemas físicos esta equação diferencial deve ser resolvida com a entrada de um conjunto adicional de condições iniciais e/ou condições de contorno para o sistema físico estudado. A equação de Lippmann-Schwinger é equivalente à equação Schrödinger mais as condições de contorno para problemas típicos de espalhamento. A fim de incorporar as condições de contorno, a equação Lippmann-Schwinger deve ser escrita como uma equação integral. Para problemas de espalhamento, a equação de Lippmann-Schwinger muitas vezes é mais conveniente do que a equação de Schrödinger.
A equação de Lippmann-Schwinger é, de forma geral, (na verdade são duas equações mostrados abaixo, uma para {\displaystyle +\,}  e outra para {\displaystyle -\,}):
{\displaystyle |\psi ^{(\pm )}\rangle =|\phi \rangle +{\frac {1}{E-H_{0}\pm i\epsilon }}V|\psi ^{(\pm )}\rangle .\,}
Nas equações acima, {\displaystyle |\psi ^{(+)}\rangle \,} é a função de onda de todo o sistema (os dois sistemas considerados como um todo colidem) em um tempo infinito antes da interação; e  {\displaystyle |\psi ^{(-)}\rangle \,}, em um tempo infinito após a interação (a "função de onda espalhada"). O potencial de energia {\displaystyle V\,} descreve a interação entre os dois sistemas em colisão. O Hamiltoniano {\displaystyle H_{0}\,} descreve a situação em que os dois sistemas estão infinitamente distantes e não interagem. As suas autofunções são {\displaystyle |\phi \rangle \,} e seus autovalores são as energias {\displaystyle E\,}. Finalmente, {\displaystyle i\epsilon \,} é uma questão técnica matemática utilizada para o cálculo das integrais necessárias para resolver a equação e não tem nenhum significado físico.

## Uso
A equação de Lippmann-Schwinger é útil num grande número de situações que envolvem o espalhamento de dois corpos. Para três ou mais corpos colidindo ele não funciona bem por causa das limitações matemáticas; as equações de Faddeev podem ser utilizadas como uma alternativa. No entanto, existem aproximações que podem reduzir um problema de muitos corpos a um conjunto de problemas de dois corpos numa variedade de casos. Por exemplo, em uma colisão entre elétrons e moléculas, pode haver dezenas ou centenas de partículas envolvidas. Mas o fenômeno pode ser reduzido a um problema de dois corpos, descrevendo todos os potenciais das partículas constituintes juntamente com um pseudopotencial. Nestes casos, as equações Lippmann-Schwinger podem ser utilizadas. Naturalmente, as principais motivações destas abordagens são também a possibilidade de fazer os cálculos com os esforços computacionais otimizados.

## Derivação
Vamos supor que o Hamiltoniano pode ser escrito como
{\displaystyle H=H_{0}+V}
onde H e H0 possuem os mesmos autovalores e H0 é a Hamiltoniana de uma partícula livre. Por exemplo, na mecânica quântica não-relativística H0 pode ser
{\displaystyle H_{0}={\frac {p^{2}}{2m}}}.
Intuitivamente V é a energia de interação do sistema.  Esta analogia é um pouco enganadora, pois as interações tipicamente mudam a energia E dos estados estacionários, mas H e H0 possui um espectro idêntico Eα.  Isto significa que, por exemplo, um Estado vinculado que é um autoestado da Hamiltoniana interagente também será um autoestado do Hamiltoniano livre.  Isto está em contraste com o Hamiltoniano obtido desligando todas as interações, nesse caso, não haveria estados ligados.  Assim, pode-se pensar em H0 como o Hamiltoniano livre para os estados ligados com parâmetros eficazes que são determinados pelas interações.
Seja um autoestado de H0:
{\displaystyle H_{0}|\phi \rangle =E|\phi \rangle }.
Agora, se adicionarmos a interação {\displaystyle V\,} precisaremos resolver
{\displaystyle \left(H_{0}+V\right)|\psi \rangle =E|\psi \rangle }.
Por causa da continuidade dos autovalores de energia, queremos que {\displaystyle |\psi \rangle \to |\phi \rangle } quando {\displaystyle V\to 0}.
Uma solução para essa equação pode ser
{\displaystyle |\psi \rangle =|\phi \rangle +{\frac {1}{E-H_{0}}}V|\psi \rangle }.
onde a notação 1/A indican o inverso de A.  No entanto E − H0 é singular uma vez que E é um autovalor de H0.
Como está descrito abaixo, essa singularidade é eliminada por duas vias distintas, fazendo o denominador complexo:
{\displaystyle |\psi ^{(\pm )}\rangle =|\phi \rangle +{\frac {1}{E-H_{0}\pm i\epsilon }}V|\psi ^{(\pm )}\rangle }.
Por inserção de um conjunto completo de estados de partículas livres,
{\displaystyle |\psi ^{(\pm )}\rangle =|\phi \rangle +\int d\beta {\frac {|\phi _{\beta }\rangle }{E-E_{\beta }\pm i\epsilon }}\langle \phi _{\beta }|V|\psi ^{(\pm )}\rangle ,\quad H_{0}|\phi _{\beta }\rangle =E_{\beta }|\phi _{\beta }\rangle },
a equação de Schrödinger é transformada em uma equação integral. Os estados "in" (+) e "out" (−) são assumidos para formar bases, no passado distante e num futuro distante tendo, respectivamente, a aparência de estados de partículas livres, mas sendo autofunções do Hamiltoniano completo. Assim, adotando-se índices, a equação pode ser escrita como:
{\displaystyle |\psi _{\alpha }^{(\pm )}\rangle =|\phi \rangle +\int d\beta {\frac {T_{\beta \alpha }|\phi _{\beta }\rangle }{E-E_{\beta }\pm i\epsilon }},\quad T_{\beta \alpha }=\langle \phi _{\beta }|V|\psi _{\alpha }^{(\pm )}\rangle }.

## Métodos de solução
Do ponto de vista matemático a equação Lippmann-Schwinger na representação de posição é uma equação integral do tipo Fredholm. Ela pode ser resolvida por discretização. Uma vez que é equivalente a equação de Schrödinger independente do tempo com condições de fronteira apropriadas, que também podem ser resolvidas por métodos numéricos para equações diferenciais. No caso do potencial esfericamente simétrico {\displaystyle V}, geralmente é resolvido pelo método de ondas parciais. Para altas energias e/ou um fraco potencial, pode também ser resolvido pelo método perturbativo utilizando a aproximação de Born. O método conveniente, também no caso da física de muitos corpos, como na descrição de colisões atômicas, nucleares ou moleculares é o método da R-matrix de Wigner e Eisenbud. Outra classe de métodos são baseadas na expansão do potencial ou do operador de Green, como os métodos de frações contínuas de Horáček e Sasakawa. Uma classe de métodos muito importante é baseada em princípios variacionais, por exemplo princípio variacional de Schwinger, e o método Schwinger-Lanczos combinando o princípio variacional de Schwinger com o algoritmo de Lanczos.

## Interpretação dos estados "in" e "out"

### O paradigma da matriz S
Na formulação da matriz S da física de partículas, que foi iniciada por John Archibald Wheeler entre outros, todos os processos físicos são modelados de acordo com o seguinte paradigma.
Começa-se com um estado de várias partículas não-interagentes num passado distante. A não-interação entre eles não significa que todas as forças de tenham sido desligadas, por exemplo os protons se desintegrariam, mas sim que existe uma livre-interação do Hamiltoniano H0, para que os estados ligados tenham o mesmo espectro do nível de energia conforme o Hamiltoniano H.  Este estado inicial é referido como o estado in. Intuitivamente, ele consiste em estados ligados que estão suficientemente bem separados, e que suas interações com os outros são ignorados.
A ideia é que qualquer processo físico que se está tentando estudar pode ser modelado como um processo de espalhamento desses estados ligados de forma separada. Este processo é descrito plenamente pelo hamiltoniano H, mas uma vez encerrada a interação, todos os novos estados ligados separam-se novamente e encontra-se um novo estado não interagente chamado o estado out. A matriz S é mais simétrica sob a relatividade do que o Hamiltoniano, porque não necessita de uma escolha de intervalos temporais para ser definida.
Este paradigma permite calcular as probabilidades de todos os processos que temos observado em 70 anos de experimentos nos colisores de partículas com uma precisão notável.  Mas muitos fenômenos físicos interessantes obviamente não se encaixam nesse paradigma. Por exemplo, quando se quer considerar a dinâmica dentro de uma estrela de nêutrons, por vezes, se quer saber mais a respeito dos processos de decaimento. Em outras palavras, pode-se estar interessado em medições que não estão no futuro assintótico.  Às vezes um passado assintótico ou futuro não está disponível. Por exemplo, é muito possível que não haja passado antes do big bang.
Na década de 1960, o paradigma da matriz S foi elevado por muitos físicos a uma lei fundamental da natureza. Na teoria da matriz S, afirmou-se que qualquer quantidade que se pode medir deve ser encontrada na matriz S por algum processo. Esta ideia foi inspirada pela interpretação física de que as técnicas da matriz S poderiam dar aos diagramas de Feynman, o que levou à construção de modelos de ressonância dupla. Mas isso é muito controverso, porque negou-se a validade da teoria quântica de campos baseados em campos locais e Hamiltonianos.

### A conexão com Lippmann-Schwinger
Intuitivamente, as funções e autofunções levemente modificadas {\displaystyle \psi ^{(\pm )}} do Hamiltoniano total H são os estados in e out.  As funções {\displaystyle \phi } são não-interagentes e se assemelham aos estados in e out no passado infinito e no futuro infinito.

### Criação de pacotes de onda
A representação intuitiva não é muito correta, porque {\displaystyle \psi ^{(\pm )}} é uma autofunção do Hamiltoniano e assim em momentos diferentes apenas difere de uma fase. Assim, em particular, o estado físico não evolui e por isso não pode se tornar não-interagente.  Este problema é facilmente contornado pelo conjunto {\displaystyle \psi ^{(\pm )}} e {\displaystyle \phi } em pacotes de ondas com uma distribuição {\displaystyle g(E)} de energias {\displaystyle E} sobre uma escala característica {\displaystyle \Delta E}. O princípio da incerteza agora permite que as interações dos estados assintóticos ocorram ao longo de uma escala de tempo {\displaystyle \hbar /\Delta E} de forma que não seja concebível que as interações possam ser desligadas fora deste intervalo.  O seguinte argumento sugere que este é realmente o caso.
Conectando as equações de Lippmann-Schwinger às definições
{\displaystyle \psi _{g}^{(\pm )}(t)=\int dE\,e^{-iEt}g(E)\psi ^{(\pm )}}
e
{\displaystyle \phi _{g}(t)=\int dE\,e^{-iEt}g(E)\phi }
dos pacotes de onda vemos que, num dado momento, a diferença entre o {\displaystyle \psi _{g}(t)} e {\displaystyle \phi _{g}(t)} são dados por pacotes de ondas integrados sobre a energia E.

### Condição de contorno
Esta integral pode ser calculada através da definição da função de onda ao longo do plano complexo E e fechando o contorno de E usando um semicírculo em que as funções de onda desaparecem.  A integral sobre o contorno fechado pode então ser calculada, usando o teorema de Cauchy, como uma soma dos resíduos nos vários polos.  Vamos agora argumentam que os resíduos de {\displaystyle \psi ^{(\pm )}} aproximam-se de {\displaystyle \phi } no tempo {\displaystyle t\rightarrow \mp \infty } e assim os pacotes de onda correspondentes são iguais no tempo infinito.
Na verdade, para tempos positivos t o fator {\displaystyle e^{-iEt}} dos estados da representação de Schrödinger obriga fechar o contorno no semi-plano inferior.  O pólo em {\displaystyle (\phi ,V\psi ^{\pm })} para a equação de Lippmann–Schwinger reflete o tempo de incerteza da interação, enquanto que os pacotes de onda refletem a duração da interação.  Ambas as variedades de polos ocorrem em energias imaginárias finitas que são suprimidas para tempos muito grandes. O polo da diferença de energia no denominador está no semi-plano superior no caso de {\displaystyle \psi ^{-}}, e assim não se encontra dentro do contorno da integral e não contribui para a {\displaystyle \psi ^{-}} integrante.  O restante é igual ao pacote de ondas {\displaystyle \phi }.  Assim, para tempos muito grande {\displaystyle \psi ^{-}=\phi }, identificando {\displaystyle \psi ^{-}} como o estado assintótico não-interagente out.
De maneira similar pode-se integrar o pacote de ondas correspondente a {\displaystyle \psi ^{+}} para tempos negativos.  Neste caso, o contorno tem de ser fechado sobre o semi-plano superior, o que ocasiona uma perda de energia no polo de {\displaystyle \psi ^{+}}, pertencente ao semi-plano inferior.  Em seguida, verifica-se que os pacotes de ondas {\displaystyle \psi ^{+}} e  {\displaystyle \phi } são iguais no passado assintótico, identificando {\displaystyle \psi ^{+}} como não-interagente para o estado in.

### O denominador complexo das equações de Lippmann–Schwinger
A identificação de {\displaystyle \psi } como sendo estados assintóticos é a justificativa para o the {\displaystyle \pm \epsilon } no denominador das equações de Lippmann–Schwinger.

## Fórmula para a matriz S
A matriz S é definida como sendo o produto interno
{\displaystyle S_{ab}=(\psi _{a}^{-},\psi _{b}^{+})}
entre os estados assintóticos a b na representação de Heisenberg.  Pode-se obter a formula que relaciona a matriz S para o potencial  V utilizando como estratégia o contorno acima, mas desta vez as funções de comutação serão {\displaystyle \psi ^{+}} e {\displaystyle \psi ^{-}}.  Como resultado, o contorno agora engloba o pólo de energia.  Isso pode estar relacionado com {\displaystyle \phi } se para uma dada matriz S temos duas {\displaystyle \psi } distintas.  Identificando os coeficientes das funções {\displaystyle \phi } de em ambos os lados da equação se encontra a fórmula  de S relativa ao potencial
{\displaystyle S_{ab}=\delta (a-b)-2i\pi \delta (E_{a}-E_{b})(\phi _{a},V\psi _{b}^{+}).}
Na aproximação de Born, que corresponde a teoria de perturbação de primeira ordem, há uma substituição desta última {\displaystyle \psi ^{+}} com a de sua autofunção correspondente {\displaystyle \phi } para o hamiltoniano livre H0, produzindo
{\displaystyle S_{ab}=\delta (a-b)-2i\pi \delta (E_{a}-E_{b})(\phi _{a},V\phi _{b})\,}
que expressa a matriz S inteiramente em termos de V e das autofunções do hamiltoniano livre.
Estas fórmulas podem ser utilizadas para calcular a taxa de reação do processo {\displaystyle b\rightarrow a}, que é igual a {\displaystyle |S_{ab}-\delta _{ab}|^{2}.\,}

## Homogeneização
Com o uso da função de Green, a equação de Lippmann-Schwinger tem contrapontos na teoria de homogeneização (por exemplo, mecânica, condutividade, permissividade).